# منتخب النمسا لكرة اليد للسيدات
منتخب النمسا لكرة اليد للسيدات هو الممثل الرسمي لدولة النمسا في رياضة كرة اليد. نافس في بطولة العالم لكرة اليد للسيدات وظهر فيها 12 مرة (الأولى في 1957) وحقق المركز الثالث في مشاركته سنة 1999. كما نافس في مسابقة كرة اليد في الألعاب الأولمبية الصيفية.